# Luitje Luitjens Wiersum
Luitje Luitjens Wiersum (Eenrum, 6 augustus 1768 – Baflo, 7 december 1822) was landbouwer op Lutke Saaxum en burgemeester van Baflo.

## Leven en werk
Wiersum werd geboren op Oldenhuis in Eenrum als zoon van Luitjen Ulferts Wiersum, landbouwer en leraar van de doopsgezinde gemeente Rasquert, en Martje Tjaards. Hij trouwde in 1796 met Jantje Pieters Huizinga. Van 1808 tot en met 1811 was hij lid van het gemeentebestuur van Eenrum, waarna hij burgemeester werd van de gemeente Baflo.
Opmerkelijk is dat het het eerste kind was dat werd bijgeschreven in het net opgerichte geboorteregister van 1811 zijn zoon Ulfert was.
In 1808 was Luitje Luitjens Wiersum lid van het departement Eenrum van de Maatschappij tot Nut van ’t Algemeen.
Hij overleed te Baflo in 1822 op 54-jarige leeftijd.